# Vítězslav Mečíř
PhMr. Vítězslav Mečíř (16. července 1887 Mladá Boleslav – 26. srpna 1942 Věznice Plötzensee) byl český lékárník a odbojář z období druhé světové války popravený nacisty.

## Život
Vítězslav Mečíř se narodil 16. července 1887 v Mladé Boleslavi v rodině poštovního úředníka Jana Mečíře a Albíny rozené Šturmové. Vystudoval gymnázium v Příbrami, kde se jeho otec stal c. k. poštovním ředitelem. Mezi lety 1906 a 1908 následovalo farmaceutické studium na Filosofické fakultě Univerzity Karlovy. Po jeho ukončení pracoval jako lékárnický praktikant v Rožmitále pod Třemšínem a Prachaticích. Od roku 1911 žil v Brně, kde pracoval jako lékárník a vědecký zástupce firmy Medica. Po určitou dobu držel dohled nad výrobou Francovky v podniku Josefa Veselého. Byl sportovním činovníkem, prvním předsedou brněnské odbočky Autoklubu Republiky Československé, předsedou Vysokoškolského sportu v Brně, lehkoatletickým rozhodčím a členem Sokola.

## Protinacistický odboj

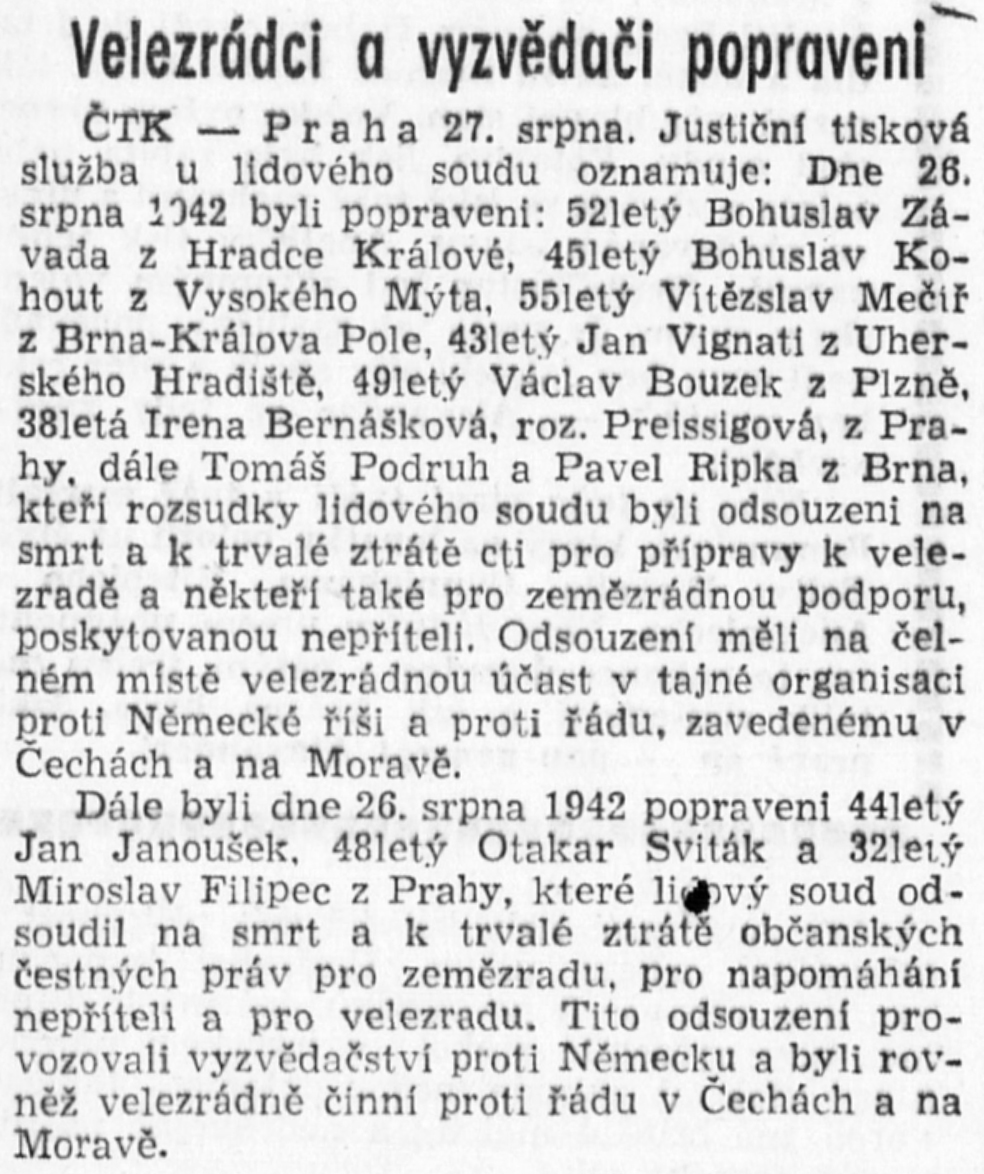
Článek v protektorátní Moravské orlici se seznamem popravených dne 26.8.1942

Po německé okupaci se Vítězslav Mečíř v polovině roku 1939 zapojil do struktur Obrany národa jako člen zemského velitelství pro Moravu a vedoucí jeho civilní složky. Podílel se na pomoci uprchlíkům opustit Protektorát Čechy a Morava a společně s dr. Janem Vignatim na přípravě bakteriologického boje proti okupační moci. Za svou činnost byl zatčen gestapem 1. března 1940, vězněn byl v Kounicových kolejích, Wohlau, Breslau a Diezu. Společně s dalšími byl Vítězslav Mečíř 18. listopadu 1941 odsouzen lidovým soudem k trestu smrti a 26. srpna 1942 popraven gilotinou v berlínské věznici Plötzensee. Ve stejný den a na stejném místě byl popraven i Jan Vignati.

## Rodina
Vítězslav Mečíř se v roce 1913 oženil s Marií Beránkovou. Manželům se v témže roce narodil syn Miloš, který se stal odbojářem stejně jako jeho otec a posléze letcem v 313. československé stíhací peruti v RAF.

## Posmrtná ocenění
Po Vítězslavu Mečířovi byla v roce 1946 a opětovně v roce 1991 pojmenována ulice v brněnském Králově Poli.